# Château de Nailly
Ne pas confondre avec le château de Bois-le-Roi à Nailly, dans le département de l'Yonne en Bourgogne-Franche-Comté.
Pour l’article homonyme, voir Nailly (homonymie).
Le château de Nailly est un château français situé à Dammarie-sur-Loing, dans le département du Loiret et la région Centre-Val de Loire.

## Historique
Le château de Nailly a appartenu à la famille Roussel de Courcy puis, après 1923, à la famille Liotard-Vogt. 